# Rathenaustraße 2 (Quedlinburg)

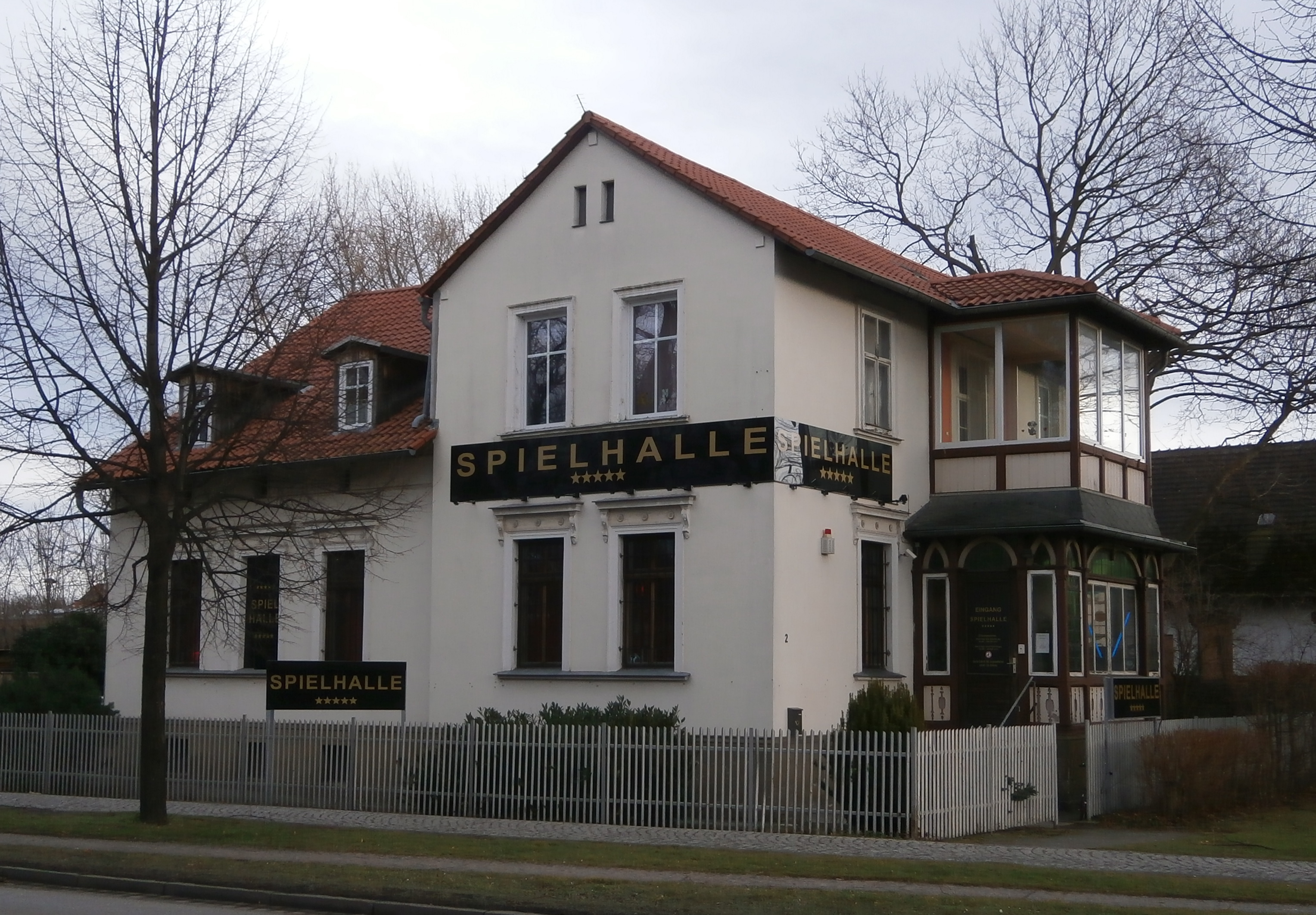
Haus Rathenaustraße 2

Das Haus Rathenaustraße 2 ist ein denkmalgeschütztes Gebäude in der Stadt Quedlinburg in Sachsen-Anhalt.

## Lage
Es befindet sich südlich der historischen Neustadt Quedlinburgs, auf der Südseite der Rathenaustraße und ist im Quedlinburger Denkmalverzeichnis als Wohnhaus eingetragen.

## Architektur und Geschichte
Das Gebäude entstand in der Mitte des 19. Jahrhunderts und war vermutlich das erste Haus an der Straße, in einer zur Bauzeit außerhalb der Stadt befindlichen Lage. Der Grundriss ist im Stil des Klassizismus angelegt. Die Fassade ist nur schlicht verziert.